# Enicospilus orbitalis
Enicospilus orbitalis là một loài tò vò trong họ Ichneumonidae.